# Polystichtis fusius
Polystichtis fusius är en fjärilsart som beskrevs av Otto Staudinger 1888. Polystichtis fusius ingår i släktet Polystichtis och familjen Riodinidae. Inga underarter finns listade i Catalogue of Life.